# Lithacodia binorbis
Lithacodia binorbis là một loài bướm đêm trong họ Noctuidae.